# Municipio de Hamilton (condado de Jackson, Indiana)
El municipio de Hamilton (en inglés: Hamilton Township) es un municipio ubicado en el condado de Jackson en el estado estadounidense de Indiana. En el año 2010 tenía una población de 1660 habitantes y una densidad poblacional de 10,12 personas por km².

## Geografía
El municipio de Hamilton se encuentra ubicado en las coordenadas 38°58′40″N 85°58′51″O / 38.97778, -85.98083. Según la Oficina del Censo de los Estados Unidos, el municipio tiene una superficie total de 164.05 km², de la cual 162,08 km² corresponden a tierra firme y (1,2 %) 1,96 km² es agua.

## Demografía
Según el censo de 2010, había 1660 personas residiendo en el municipio de Hamilton. La densidad de población era de 10,12 hab./km². De los 1660 habitantes, el municipio de Hamilton estaba compuesto por el 98,8 % blancos, el 0,06 % eran amerindios, el 0,3 % eran asiáticos, el 0,36 % eran de otras razas y el 0,48 % eran de una mezcla de razas. Del total de la población el 1,57 % eran hispanos o latinos de cualquier raza.